# Raabs an der Thaya
Raabs an der Thaya är en stadskommun i distriktet Waidhofen an der Thaya i det österrikiska förbundslandet Niederösterreich. Staden är belägen vid sammanflödet av källfloderna till floden Thaya cirka 10 kilometer sydost om distriktshuvudstaden Waidhofen an der Thaya.  Genom Raabs an der Thaya går vägen B30 (Waidhofen an der Thaya – Drosendorf). Kommunen gränsar i norr mot Tjeckien.
Raabs omnämndes för första gången kring år 1100 och var stamsäte för grevarna av Raabs som sedermera även var borggrevar av Nürnberg. Deras tjeckiska och slovakiska namn Rakouz lever vidare i Österrikes benämning på tjeckiska: Rakousko,  på slovakiska: Rakúsko. Raabs blev stad 1926.
På en klippa ovanför staden ligger borgen Raabs an der Thaya, en del av den medeltida gränsbefästningen längs floden Thaya.
I kommunen finns två museer:
- Grenzlandmuseum Raabs/Thaya
- Bymuseum Wekertschlag/Thaya

## Orter
Kommunen består av 33 orter (Ortschaften) (inom parentes invånarantal 1 januari 2024):

- Alberndorf (35)
- Eibenstein (53)
- Großau (112)
- Koggendorf (24)
- Kollmitzdörfl (76)
- Liebnitz (44)
- Lindau (51)
- Luden (40)
- Modsiedl (94)
- Mostbach (57)
- Neuriegers (67)
- Nonndorf bei Raabs (59)
- Oberndorf bei Raabs (181)
- Oberndorf bei Weikertschlag (75)
- Oberpfaffendorf (17)
- Pommersdorf (42)
- Primmersdorf (23)
- Raabs an der Thaya (814)
- Rabesreith (91)
- Reith (35)
- Rossa (95)
- Schaditz (45)
- Speisendorf (84)
- Süssenbach (43)
- Trabersdorf (14)
- Unterpertholz (56)
- Unterpfaffendorf (41)
- Weikertschlag an der Thaya (142)
- Wetzles (18)
- Wilhelmshof (0)
- Zabernreith (28)
- Zemmendorf (50)
- Ziernreith (28)

## Vänorter
- Jemnice, Tjeckien
- Reszel, Polen